# 대한민국 민법 제17조
대한민국 민법 제17조는 제한능력자의 속임수에 대한 민법 총칙 조문이다. 과거 무능력자의 사술이란 제목으로 되어 있었다가 한글 순화를 하면서 2011년 3월 7일에 개정되었다. 제한능력자가 속임수를 사용하여 거래 상대방을 기망한 경우, 제한능력자에게 부여된 법률행위의 취소권을 박탈하는 것을 정하고 있다.

## 조문
제17조(제한능력자의 속임수) ① 제한능력자가 속임수로써 자기를 능력자로 믿게 한 경우에는 그 행위를 취소할 수 없다.
② 미성년자나 피한정후견인이 속임수로써 법정대리인의 동의가 있는 것으로 믿게 한 경우에도 제1항과 같다.

## 해설
속임수(사술)의 개념에 대해 학설이 협의설(적극적 기망수단을 사용한 경우
에만 사술로 인정)과 광의설(침묵 등 부작위를 포함하는 통상의 기망수단도 사술에 해당)로 대립하며 판례는 협의설을 취하고 있다.

## 사례
17세 고등학생 A는 고가의 백과사전이 갖고 싶어 인터넷 중고거래 플랫폼을 통해 판매자 B를 만나 백과사전을 200만원을 주고 직거래를 하였다. 직거래 도중 B가 “미성년자 아니냐, 부모님 동의는 받았냐”고 묻자, A는 “나는 성인이다. 학생증도 없다”며 성인 행세를 했고 이후 A의 부모가 이를 알게 되고, 계약을 취소하고 환불을 요구했다. 이 경우, A는 제한능력자인 미성년자에 해당하나 고의로 성인인 것처럼 속였고, 상대방은 A를 완전한 능력자로 믿고 계약을 체결했으로 B는 계약이 유효하다고 주장할 수 있으며, A와 A의 부모는 환불을 요구할 수 없다.

## 판례
- 미성년자가 상대방으로 하여금 자신을 성년자로 믿게 하기 위하여 미리 관계 동사무소 직원과 통정하여 자 신의 생년월일을 성년으로 기재한 인감증명을 교부받아 이를 제시하여 근저당권설정계약을 체결한 경우, 속임 수를 쓴 것으로 보아 근저당권설정계약의 의사표시를 취소할 수 없다[1]
- 미성년자가 임야매매계약을 체결하면서 자기가 사장이라고 말하였다거나 동석한 자가 사장이라고 호칭한 사실이 있는 것만으로는 속임수를 쓴 것에 해당하지 않는다[2].
- 사술(속임수)는 적극적으로 사기 수단을 쓴 것을 말하는 것으로서, 단순히 자기가 능력자라고 한 것만으로는 동조의 소위 속임수를 쓴 것이라 할 수 없다, 성년자로 군대갔다 왔다고 말한 것만으로는 속임수가 아니다[3]

- 무능력자가 능력자인 것을 믿게하기 위하여 사술을 쓴 때」라함은 무능력자가 상대방으로 하여금 그 능력자임을 믿게하기 위하여 적극적으로 기사기단을 쓴 것을 말하는 것으로서 단순히 자기가 능력자라 칭한 것만으로는 동조에 소위 사술을 쓴 것이라 할 수 없다[4]

## 참고 문헌
- 오현수, 일본민법, 진원사, 2014. ISBN 9788963463452
- 오세경, 대법전, 법전출판사, 2014 ISBN 9788926210277
- 이준현, LOGOS 민법 조문판례집, 미래가치, 2015. ISBN 9791155020869